# Nefrite (minerale)

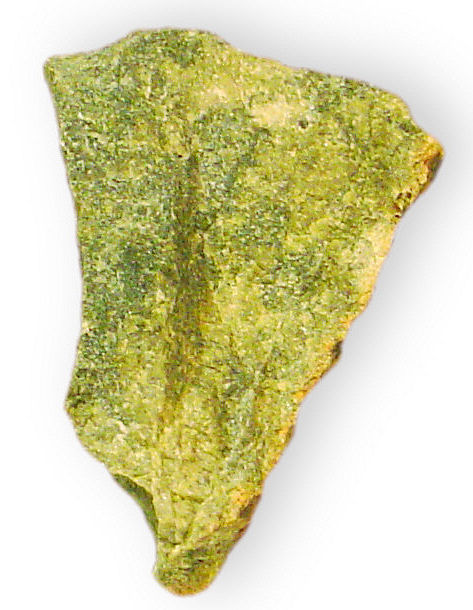
Nefrite dal Wyoming

La giada nefrite è un minerale il cui nome deriva dal greco "nephron", cioè rene, a causa del suo utilizzo nell'antichità come amuleto nei confronti delle malattie dei reni.
Si tratta di una varietà di actinolite che può presentarsi in moltissimi colori: giallastro, bruno, rossastro ma anche bianco o grigio, ma la più pregiata è la qualità verde. Può infine presentarsi maculata o striata.
Con una lucentezza assolutamente simile a quella della giadeite, una durezza comparabile e una gamma di colori simile, viene con questa facilmente confusa e comunemente indicata col termine generico di giada.
Quando forma aggregati microcristallini ha una struttura fibrosa (come l'actinolite) che, unita all'elevata durezza, la rende ancora più tenace della giadeite. Quando invece è monocristallina è fragile.

## Utilizzo

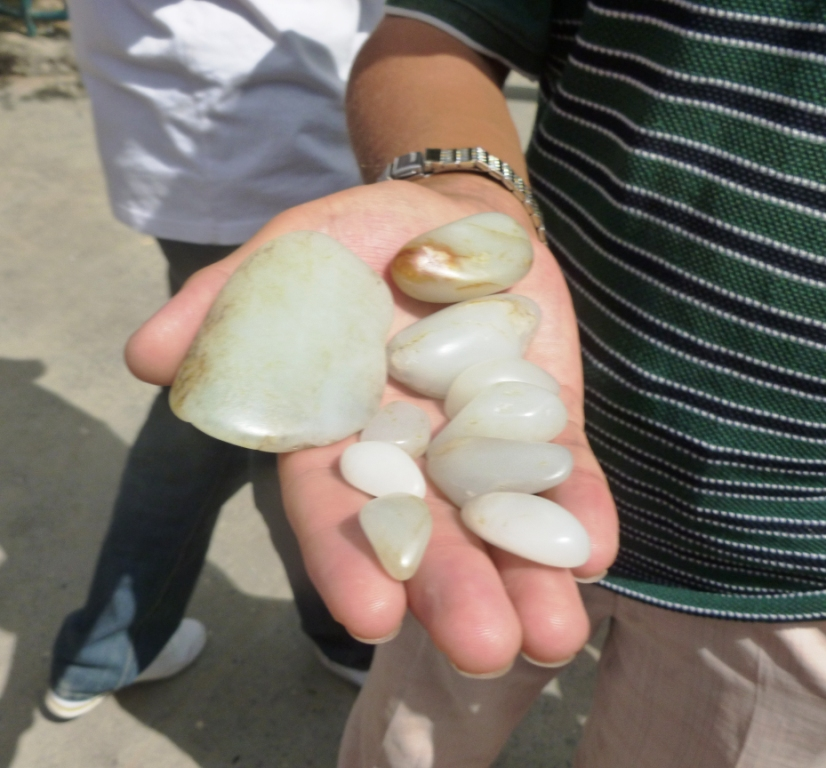
Giada "grasso di montone" da Hotan

Ha il medesimo impiego della giadeite, con la quale viene frequentemente confusa e genericamente commercializzata come giada.

## Imitazioni

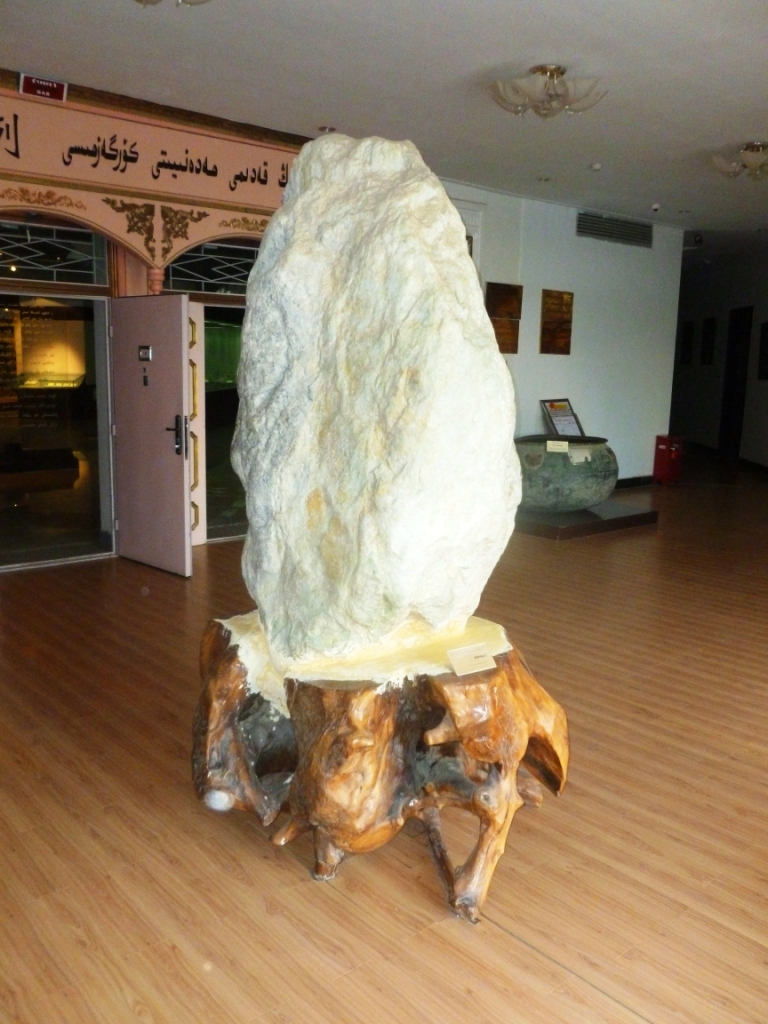
Blocco di giada grasso di montone esposto all'Hotan Cultural Museum.

Vengono realizzate triplette costituite da due cabochon incollati su una lamina di giada, utilizzando un collante di colore verde che rende il falso di difficile riconoscimento.

Si ricorre talvolta anche a colorazioni artificiali che ne migliorano l'aspetto.